# 시메이역

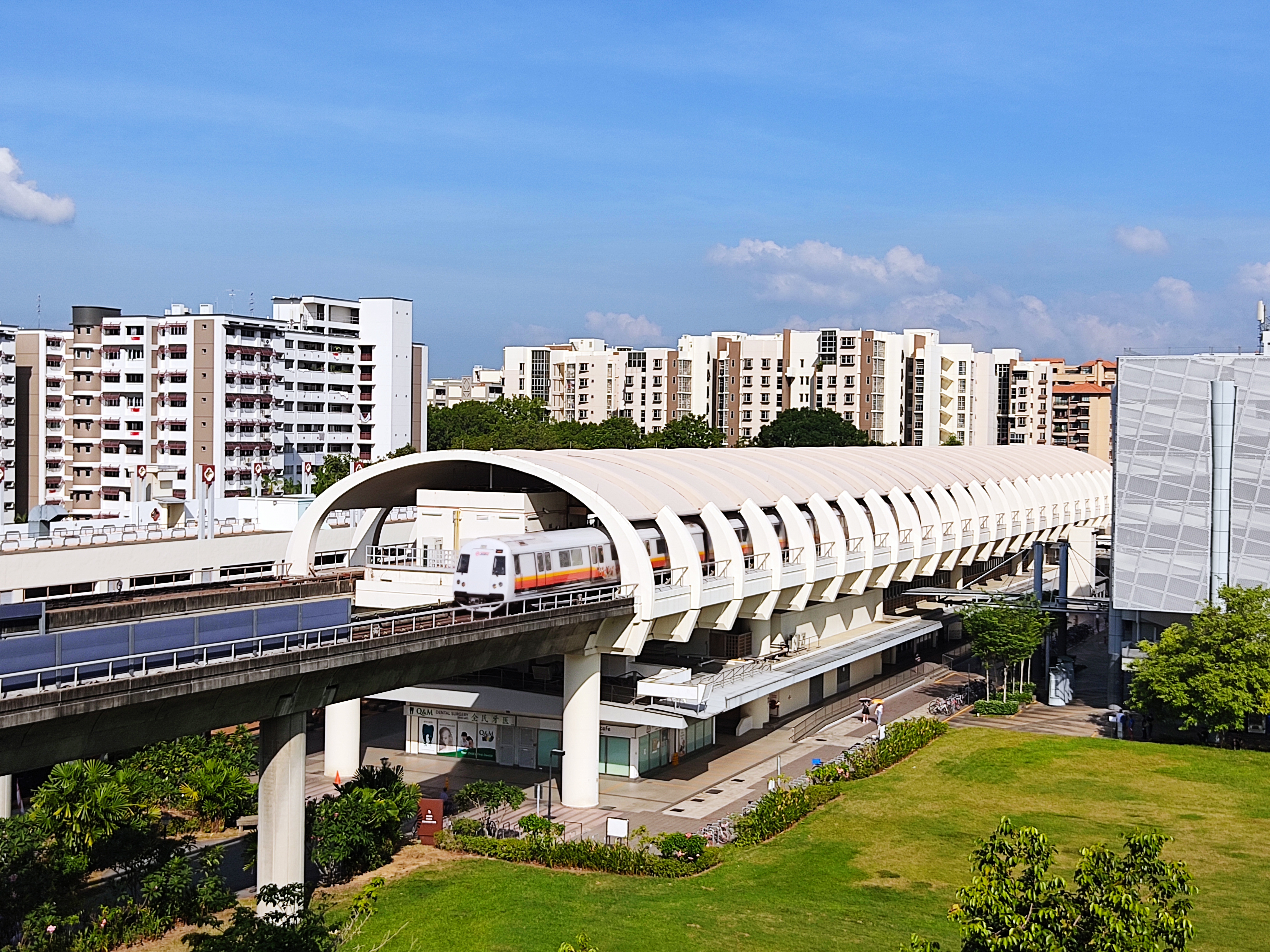

시메이역(Simei MRT station)은 이스트포인트 몰 옆 시메이 스트리트 1 및 시메이 스트리트 3 옆에 있는 시메이 주택 단지 중심에 있는 싱가포르 탐피네스 계획 지역의 이스트웨스트선에 있는 지상 MRT(Mass Rapid Transit) 역이다. 이 역은 주로 탐피네스 뉴 타운의 주거 단지인 시메이에 서비스를 제공한다.
시메이역과 이 역이 제공하는 사유지는 중국어로 된 네 명의 미녀를 한어병음으로 표기한 것이며, 이는 고대 중국 여성 네 명의 이름을 따서 명명되었다.